# Maboloka
Maboloka ist eine Missionsstation im Distrikt Mafeteng im Königreich Lesotho. Der Ort ist nach dem gleichnamigen Berg Maboloka (2028 m) benannt, der sich mit mehreren Gipfeln östlich des Ortes erhebt.

## Lage
Der Ort liegt im Westen des Landes, direkt an der Grenze zum Distrikt Mohale’s Hoek auf einer Höhe von ca. 1741 m am Fuße eines Tafelberges. Im Umkreis des Ortes liegen die Orte Mokoroane (Südwesten) und Borata. Westlich des Ortes verläuft die Verkehrsroute A2.

## Klima
Das Klima ist gemäßigt warm.